# جاك ميلر
جاك فرانسيس ألبرت بيير ميلر (بالفرنسية: Jacques Miller)‏ (ولد في 2 أبريل 1931) هو باحث علمي فرنسي مميز، اشتهر باكتشافه وظيفة الغدة زعترية وغيره من الإنجازات.
ولد ميلر في 2 أبريل 1931 في مدينة نيس ونشأ في فرنسا وسويسرا والصين في شنغهاي، وفي عام 1941 بعد اندلاع الحرب العالمية الثانية انتقل عائلته إلى أستراليا خوفًا من دخول اليابان للحرب وغيرت اسمها للاسم "ميلر"، تلقى تعليمه في كلية سانت الويسيوس في سدني، التقى حينها بزميله في المستقبل غوستاف نوسال.
درس ميلر الطب في جامعة سيدني، وكانت أول تجربة له من البحوث المختبرية في مختبر البروفيسور باتريك دو بورغ حيث درس عدوى الفيروس.